# Antonio Gundián Padilla
Antonio Gundián Padilla; político y abogado chileno. Nació en Santiago, en 1795. Falleció en la misma ciudad, en 1855. Hijo de don José Gundián y doña Antonia Padilla Espinosa y Ramírez de Arellano. Casado en primeras nupcias con Teresa del Sol, luego con Juana Sierralta, con ambas tuvo descendencia.
Líder pelucón, es elegido diputado suplente por Santiago en 1829 y por Los Ángeles en 1831, sin embargo en ninguna de las dos oportunidades ocupó la titularidad. En este período si ejerció como secretario de la Cámara de Diputados (1829).
Oficial mayor del Ministerio del Interior y Relaciones Exteriores (1831-1833), consejero de Estado en 1835. Era un importante militante del Partido Conservador.
Elegido diputado en propiedad por Quillota, en 1837 y por Melipilla en 1840 y 1843. Representante del departamento de Rere en 1846; integró en estos períodos la Comisión permanente de Hacienda e Industria. 